# 迈克·洛夫
迈克尔·爱德华·迈克·洛夫（英語：Michael Edward "Mike" Love，1941年3月15日—）是一位美国音乐家、创作歌手，美国著名摇滚乐队海滩男孩成员。他是海滩男孩另外三位初始团员布赖恩·威尔逊、丹尼斯·威尔森和卡尔·威尔逊的表兄，也是NBA球員斯坦·樂福的胞兄，同為NBA克里夫蘭騎士明星球員凱文·洛夫的伯父。